# Blera badia
Blera badia är en tvåvingeart som först beskrevs av Walker 1849.  Blera badia ingår i släktet stubblomflugor, och familjen blomflugor. Inga underarter finns listade i Catalogue of Life.